# Методы убеждения
Методы убеждения (также модусы убедительности) — приёмы в риторике, которые определяют речевую стратегию оратора при обращении к слушателям. К методам убеждения относятся этос, пафос и логос.
Аристотель в своей Риторике следующим образом описывает методы убеждения:

Способов убеждения, предоставляемых речью, существует три вида: одни из них определяются нравом говорящего, другие — тем или иным настроением слушателя, третьи — самой речью с её истинной или мнимой убедительностью.

## Этос (нрав)
Этос — это обращение к власти или авторитету оратора, а также к нравственным ценностям, которые участники аудитории разделяют по отношению к предмету презентации или разговора. Если докладчик знает или предполагает, что участники аудитории имеют определенные моральные ценности, он может обратиться к этим ценностям, чтобы поддержать свои идеи. Для того, чтобы сделать это, оратор должен продемонстрировать, насколько его идея согласуется с этими моральными ценностями. Важно также, чтобы докладчик доказал, что он владеет языком, относящимся к предмету выступления:
- являясь заметной фигурой в обсуждаемой области, например, профессором в данной науке или управляющим в данной отрасли;
- продемонстрировав владение специальным арго;
- получив рекомендацию бона фидес от авторитетного лица.

## Пафос (эмоции)
Пафос — это обращение к эмоциям аудитории. Сюда относятся сочувствие, жалость и сопереживание. Пафос может быть в виде метафоры, сравнения, страстного выступления или даже простого утверждения, что вопрос решён несправедливо. Пафос может быть особенно полезным, если используется хорошо, но большинство речей не полагаются исключительно на пафос. Пафос наиболее эффективен, когда оратор демонстрирует согласие с базовыми ценностями читателя или слушателя.
Кроме того, спикер может использовать апелляции к страху, для того чтобы повлиять на аудиторию. Пафос может также включать в себя призывы к воображению и надеждам аудитории; это достигается тем, что спикер рисует сценарий позитивного будущего в результате предлагаемых мер.
В некоторых случаях оратор прибегает к принижению этоса ради выделения пафоса — например, к этом приёму прибег Уильям Дженнингс Брайан в своей речи о золотом кресте:

Было бы самонадеянно с моей стороны выступать против уважаемых джентльменов, которых вы слушали только что, если бы речь шла только об искусстве красноречия; но у нас тут не соревнование личных качеств. Даже самый скромный гражданин нашей страны, одетый в броню справедливости, сильнее, чем те сонмы нелепостей, которые они тут нагромоздили. Я пришёл говорить с вами в защиту такой же святой вещи, как свобода — в защиту человеческой природы.
Оригинальный текст (англ.)I would be presumptuous, indeed, to present myself against the distinguished gentlemen to whom you have listened if this were but a measuring of ability; but this is not a contest among persons. The humblest citizen in all the land when clad in the armor of a righteous cause is stronger than all the whole hosts of error that they can bring. I come to speak to you in defense of a cause as holy as the cause of liberty—the cause of humanity.

## Логос (логика)
Логос — это логическая привлекательность или её симуляция. При этом методе обычно привлекаются факты и цифры в поддержку утверждения оратора. Использование логоса также усиливает метод этоса, поскольку подчеркивает информированность оратора и его подготовленность к его или её аудитории. Однако, обилие данных может также запутать аудиторию. Логос может также вводить в заблуждение или быть неточным, хотя и казаться значимым в момент выступления. В некоторых случаях неточные, поддельные или вырванные из контекста данные могут использоваться для усиления эффекта от пафоса. Так обстоит дело, например, с сознательно завышенным или заниженным количеством жертв.

## Кайрос(контекст)
«Кайрос» — это четвертый способ убеждения, который означает «подходящее время», «сезон» или «возможность». Кайрос — это апелляция к своевременности или контексту, в котором публикуется презентация, которая включает контекстуальные факторы, внешние по отношению к самой презентации, но все же способные повлиять на восприятие аудиторией ее аргументов или сообщений, такие как время проведения презентации, место, в котором выдвигается аргумент или сообщение, справочная информация и демографические данные аудитории, такие как возраст, культура, вера, вероисповедание и т. д., уместность тона говорящего с учетом характера мероприятия и отношений между говорящим и аудиторией, и сама тема.
Примером может служить устаревшая реклама, которая была бы эффективной 40 лет назад, но не выдержала критики по сегодняшним меркам. Если и реклама, сделанная 40 лет назад, и точно такая же реклама, сделанная сегодня, содержат одного и того же оратора с одинаковым авторитетом (этос) и одинаковыми аргументами с одинаковой логикой (логотипы), и они оба апеллируют к одним и тем же эмоциям и одним и тем же ценностям (пафос), но прием совершенно другой, то изменился контекст, в котором была сделана презентация.